# Bundesautobahn 659
La Bundesautobahn 659, abbreviata anche in A 659, è una breve autostrada tedesca della lunghezza di 7 km che unisce la città di Viernheim (e l'autostrada A 5 ) a Mannheim (e l'autostrada A 6).

## Percorso
| A 661 |           |                              |      |                     |                |
| Tipo  | n° uscita | Indicazione                  | km   | Corrispondenze      | Strada europea |
|       |           | Inizio autostrada            | 14,6 |                     |                |
|       | 1         | Kreuz Weinheim               | 14,3 |                     |                |
|       |           | Area di Servizio "Viernheim" | 12,5 | Solo dir. Mannheim  |                |
|       | 2         | Viernheim Ost                | 11,6 |                     |                |
|       | 3         | Viernheim                    | 10,2 |                     |                |
|       |           | Area di Servizio "Viernheim" | 9,5  | Solo dir. Viernheim |                |
|       | 4         | Viernheimer Kreuz            | 8,5  |                     |                |
|       |           | Fine autostrada              | 8,0  |                     |                |